# NBA Live 99
NBA Live 99 é um jogo eletrônico parte da série de jogos NBA Live que foi desenvolvido pela EA Sports e publicado pela Electronic Arts e lançado em 10 de Novembro de 1998.